# Сахль ібн Фадль ат-Тустарі
Абу-ль-Фадль Сахль ібн Фадль ат-Тустарі (ад-Дустарі, івр. Джашар бен Хесед бен Джашар) - караїмський вчений і екзегет зі знаменитої родини Тустарі.

## Біографія
Він приїхав з Тустара (Шуштарі) в Персію і до кінця одинадцятого століття оселився в Єрусалимі, де незабаром вступив в конфлікт з Ієшуа бен Юдою, главою караїмської громади. Сахль був одним з останніх відомих караїмських вчених, що живуть в Єрусалимі. Його син був узятий в полон хрестоносцями в 1099 році.
Складаючи всі свої роботи на арабській мові, він писав численні коментарі, однак нічого не збереглося, крім фрагментів його коментарів до П'ятикнижжя, озаглавленому Кітаб аль-Ішара фі усуль ат-Тавхид ва-ль-'Адль («Керівництво з питань єдинобожжя і справедливості»), а також його трактати про метафізику Аристотеля і кровозмішення. Його інші роботи відомі тільки за назвами. Ібн аль-Хіті приписує Сахль роботу над догматичним богослов'ям (калам) під назвою Кітаб ат-Талвіх фі 'Європейський крупно аль-Калам фі Альфазіхім ва-Барахініхім («Книга, що проливає світло на питання науки Калама щодо їх термінів і аргументів»), полемічна композиція під назвою ар-Радд аля аль-Фаюм («Спростування аль-Фаюм»), робота про рівнодення під назвою І'тідаль («еквалізація») і багато вступні роботи з права (аль-фікх аль-маджаль).